# Карагачёвая роща
Карагачёвая ро́ща (кирг. Кара-Жыгач багы) — парк в северо-восточной части Бишкека, Кыргызстан, заложенный в 1881 году по инициативе русского учёного-лесовода Алексея Фетисова. Включена в список охраняемых памятников истории, культуры и природы Кыргызской Республики с 2002 года, при этом несмотря на статус страдает от неухоженности и самовольной застройки. В южной части рощи с конца 1930-х годов организован Центральный парк культуры и отдыха, в северной с 2018 года действует экологический парк, волонтёры которого занимаются восстановлением зелёных насаждений, а также популяции животных рощи.

## История
В начале XIX века на месте будущего Бишкека была степь, пересечённая десятком мелких рек, вдоль которых тянулись заболоченные участки, поросшие тростником. В 1881 году на одном из таких заболоченных пустырей, тянувшемся вдоль дороги на Верный от Ташкентской улицы и до реки Чу, по инициативе учёного-лесовода Алексея Фетисова были начаты первые посадки, давшие начало будущему парку. За первые пять лет работ он почти в одиночку высадил более 10 000 молодых деревьев. Идея пришлась жителям Пишпека по вкусу, и многие сами стали участвовать в работах по осушению болот и посадке деревьев и кустарников. В 1904 году под рощу было отведено уже 80 десятин земли.
В 1928 году для строительства Турксиба в роще были спилены 100 деревьев. К 1931 году площадь рощи составляла 100 га, в 1933—1934 годах на месте вырубки был создан дендрарий площадью 20 га. В конце 1930-х годов в южной части рощи был создан Центральный парк культуры и отдыха, для чего были проложены аллеи, сохраняющиеся по сей день. В 1939—1940 годах по инициативе местного горкома комсомола силами горожан в роще было вырыто Комсомольское озеро площадью зеркала 25 500 м² и глубиной до 8 м, а в 1946—1947 — Пионерское озеро площадью зеркала 47 500 м² и глубиной до 3 м. На 1984 год площадь рощи достигала 180 га, 50 из которых занимал парк культуры и отдыха в южной части, отделённый от города Западным Большим Чуйским каналом, питавшим водой озёра на его территории и ирригационную систему рощи. С западной стороны парка культуры располагался сектор аттракционов, а также танцевальная и спортивная площадки, с восточной, по берегам Комсомольского и Пионерского озёр — лодочные станции, пляжи и вышка для прыжков в воду. Энциклопедия «Фрунзе» в 1984 году называла рощу излюбленным местом отдыха горожан. В северо-западной части рощи находился дендрарий отдела леса Института биологии Академии Наук Киргизской ССР.
На 1990 год роща занимала участок площадью более 215 га. В 1995 году постановлением администрации города управление Карагачёвой рощей было передано администрации Свердловского района. После распада СССР в роще стали регулярно происходить как самозахваты земли, так и незаконная передача участков муниципальными властями частным лицам — большие площади на территории рощи к концу 2010-х годов оказались застроены жилыми домами. 20 августа 2002 года постановлением правительства Кыргызской Республики Карагачёвая роща была включена в список охраняемых памятников истории, культуры и природы страны.
В 2010-х годах в южной части рощи был построен верёвочный парк Аркан Токой. В 2018 году был начат проект по созданию экопарка в северной части рощи: группа энтузиастов под руководством француза Филиппа Буазо взяла в аренду участок площадью 41 га, огородила его, сохранив возможность посещения, и организовала зону отдыха, не нарушающую экологическое состояние парка. Было вывезено несколько сотен тонн мусора, установлены скамейки, урны и информационные щиты, организовано два поста охраны. Проведённая энтузиастами инвентаризация насчитала 9800 деревьев, были начаты высадки новых саженцев, построены питомники для восстановления некогда существовавших в роще популяций черепах и фазанов, установлены домики для насекомых, позволяющих увеличить их разнообразие.
В том же, 2018 году мэрией Бишкека было проведено частичное облагораживание южной части рощи, бывшего парка культуры: установлены скамейки и освещение, а также смонтированы системы видеонаблюдения. Несмотря на это, роща скоро снова пришла в неприглядный вид: скамейки не обслуживались, система видеонаблюдения была разграблена, а освещение пришло в негодность. 31 мая 2022 года в рамках земельной амнистии из площади рощи были исключены некоторые участки, застроенные в период после 1990 года, так что её фактическая площадь составила 113,22 га, жители остальных участков потребовали узаконить и их жильё, для чего было необходимо обрисовать и утвердить границы парка. В июле того же года мэр Бишкека Эмилбек Абдыкадыров пообещал провести работы по благоустройству парка, не назвав, правда, никаких конкретных сроков. На 2022 год Пионерское и Комсомольское озёра не были заполнены водой, так как фильтрационное озеро требовало очистки, и постепенно зарастали сорняками. Ирригационная система парка была разбита и не функционировала, что ставило под угрозу само существование рощи. В мэрии города была создана рабочая группа по Карагачёвой роще.
В августе 2023 года Бишкекским городским кенешем были утверждены границы парка; согласно обследованию земельного участка № 1011, значившегося за рощей, из 202,72 га его площади только 112,93 га оказались фактически заняты лесопосадками. Остальные земли оказались застроены жилыми и другими зданиями. В июле 2024 года было торжественно открыто расчищенное Комсомольское озеро, в которое пустили воду из артезианской скважины. Также в планах было заявлено сооружение насосной станции и водоочистной системы; насчёт второго — Пионерского озера никаких планов не озвучивалось, никаких работ на июнь 2025 года не велось.
В июне 2025 года из-за необычно жаркой погоды в отсутствие действующих систем ирригации растительность в роще начала погибать.

## Описание
Роща расположена в северо-восточной части Бишкека внутри земельного участка № 1011, ограниченного Западным Большим Чуйским и Малым Чуйским каналами с юга и севера, улицей Елебесова с запада и улицей Курманжан Датки с востока, со всех сторон, кроме южной и северо-восточной, прилегающих к берегам каналов, к роще вплотную примыкает частная застройка, ограничивающая площадь рощи 112,93 га.
В древостое рощи преобладает карагач, но имеются также дубы, тополя, орех, липы, берёзы, клёны, катальпы, туя, можжевельники и гледичии, всего около 50 видов различных деревьев. В среднем ярусе произрастают жасмины, сирени, свидины, черёмуха и другие.

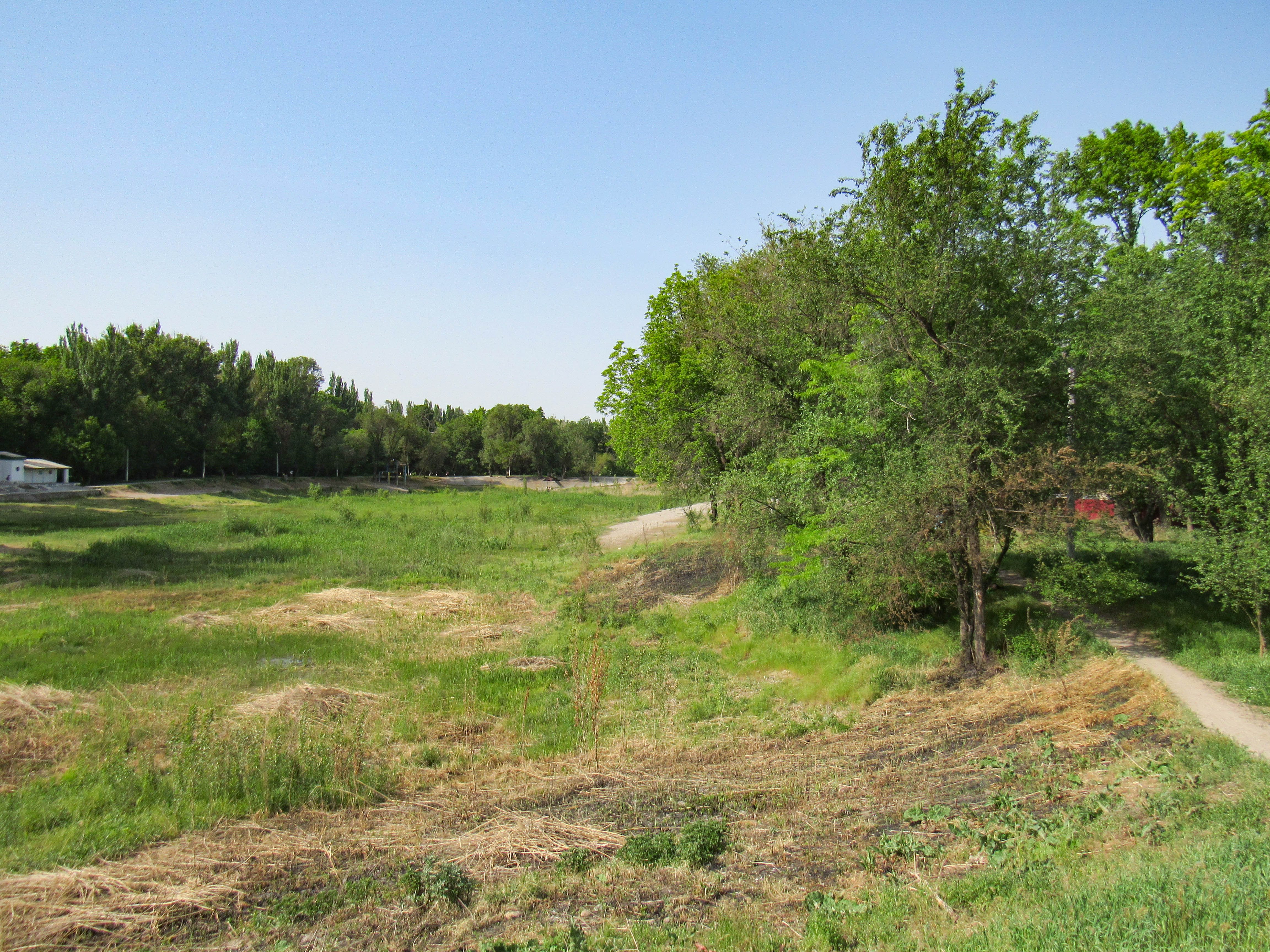
Комсомольское озеро в 2023 году
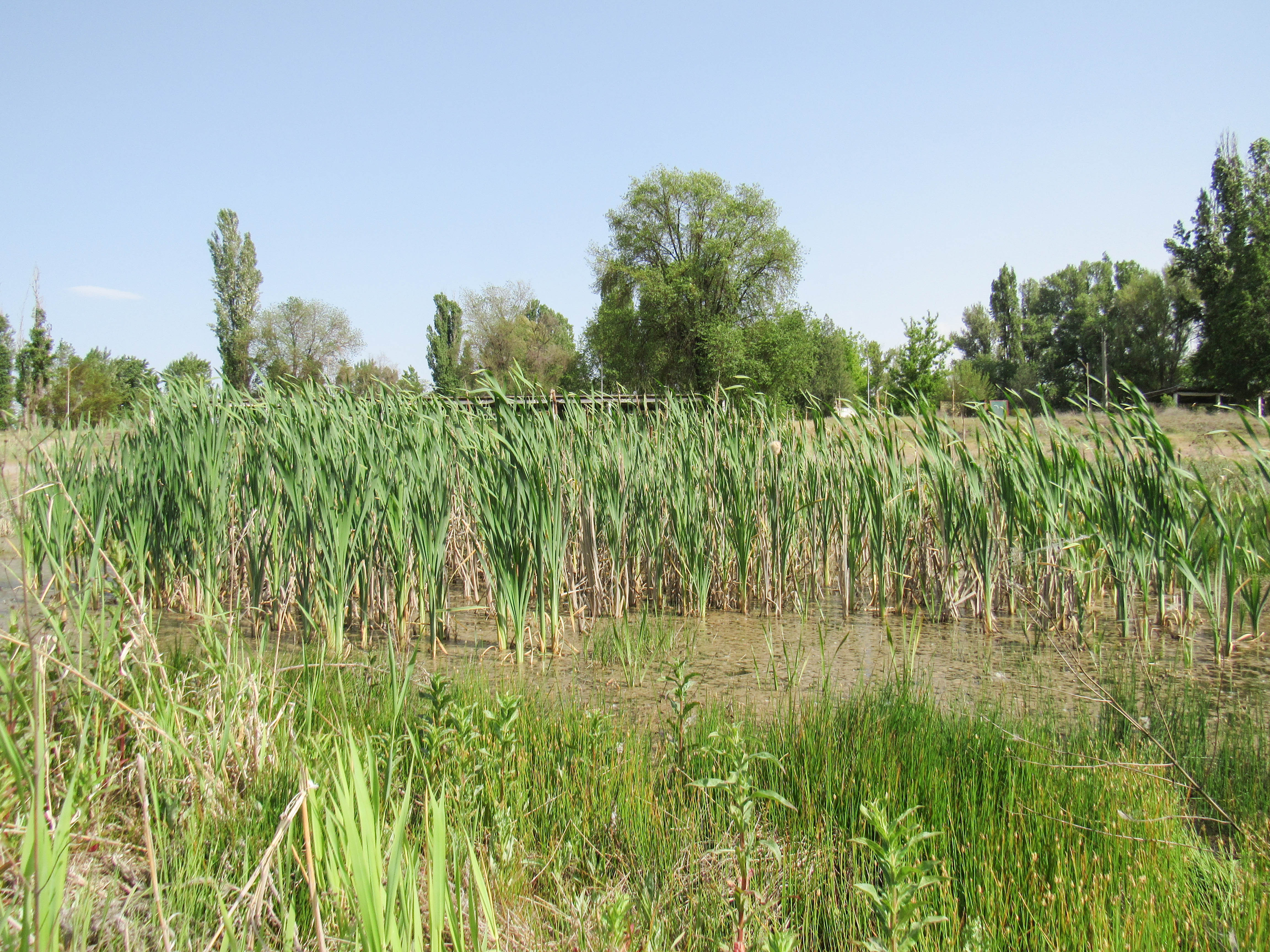
Пионерское озеро в 2023 году
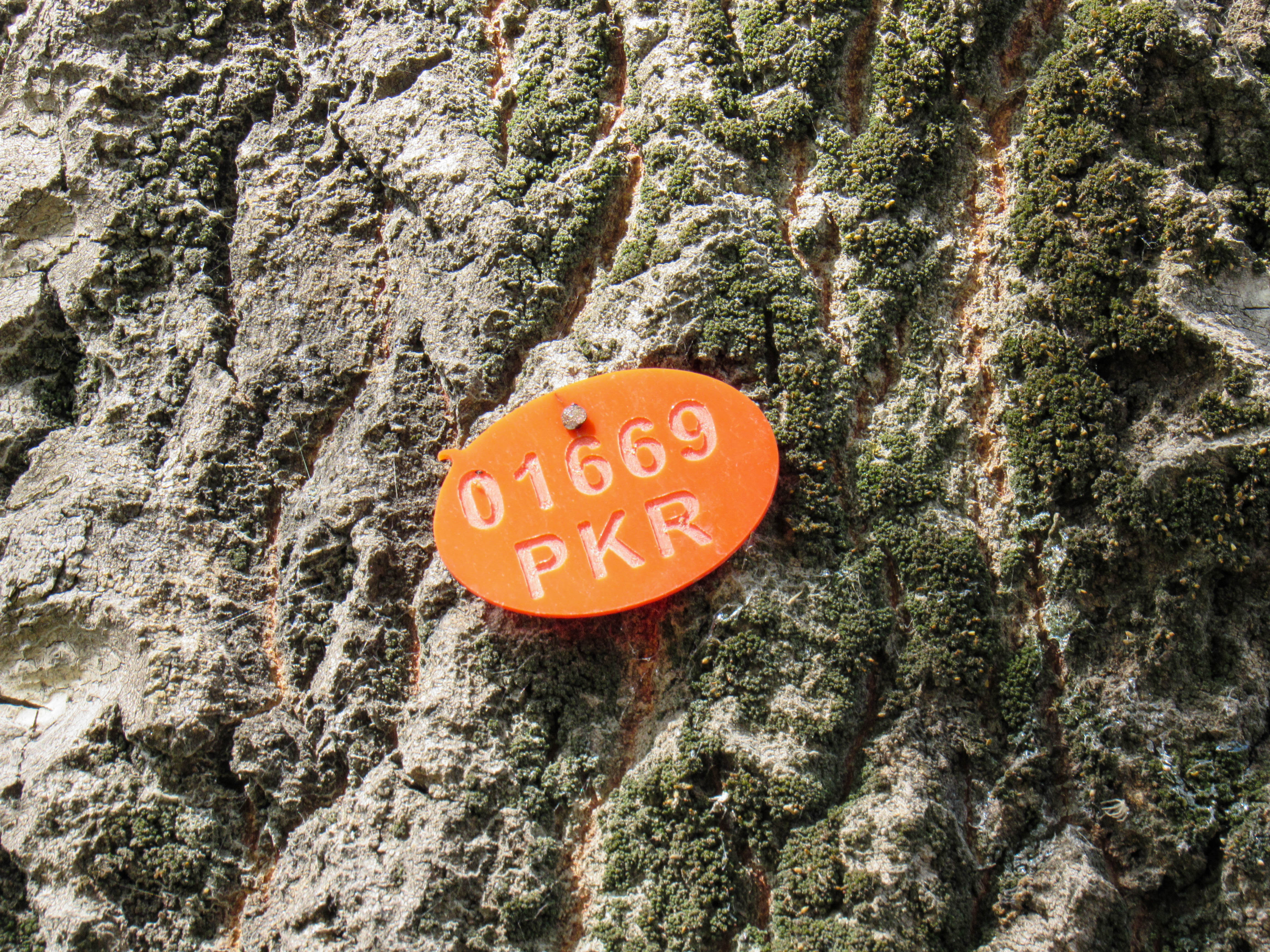
Номерок на дереве
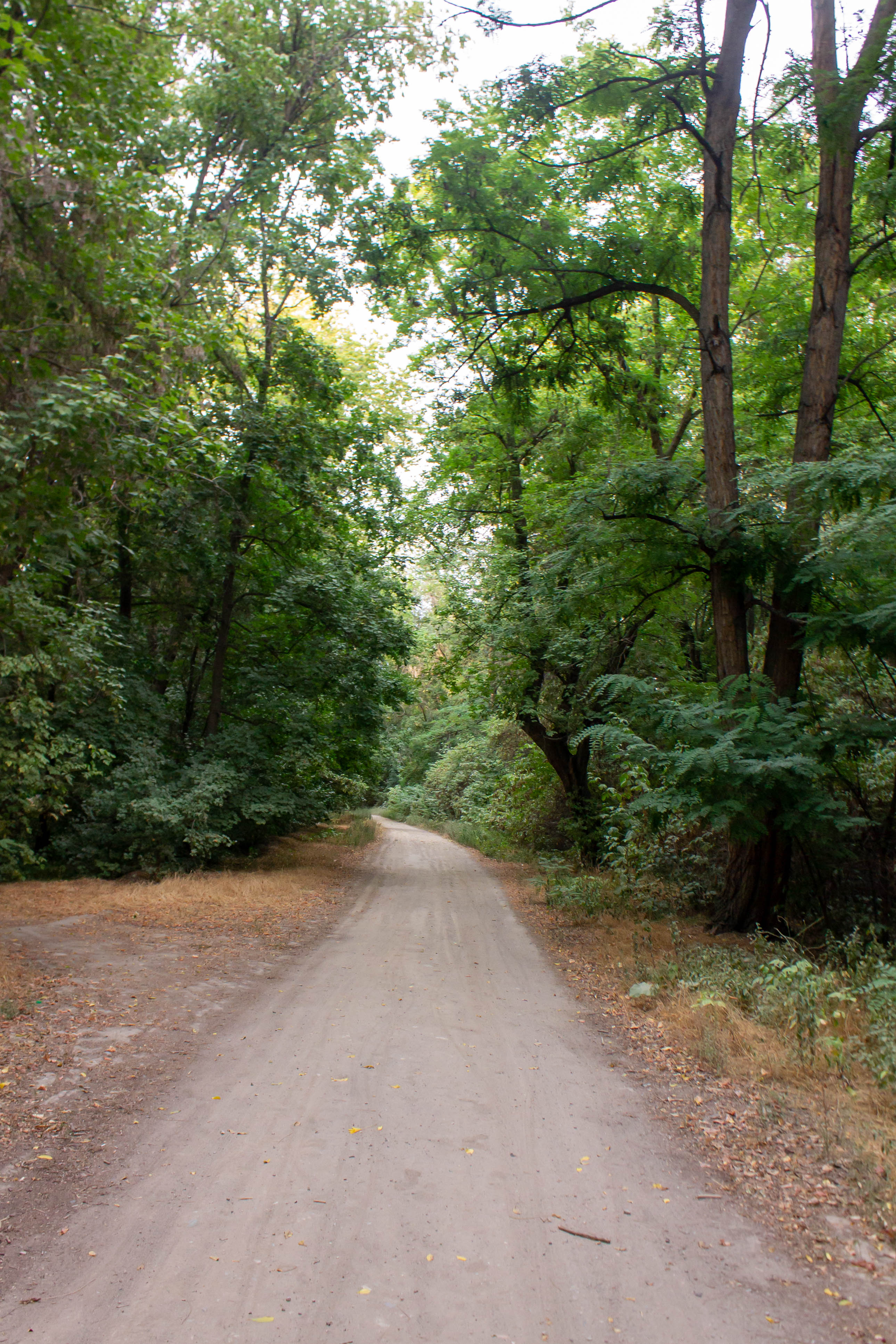
Заповедная часть рощи
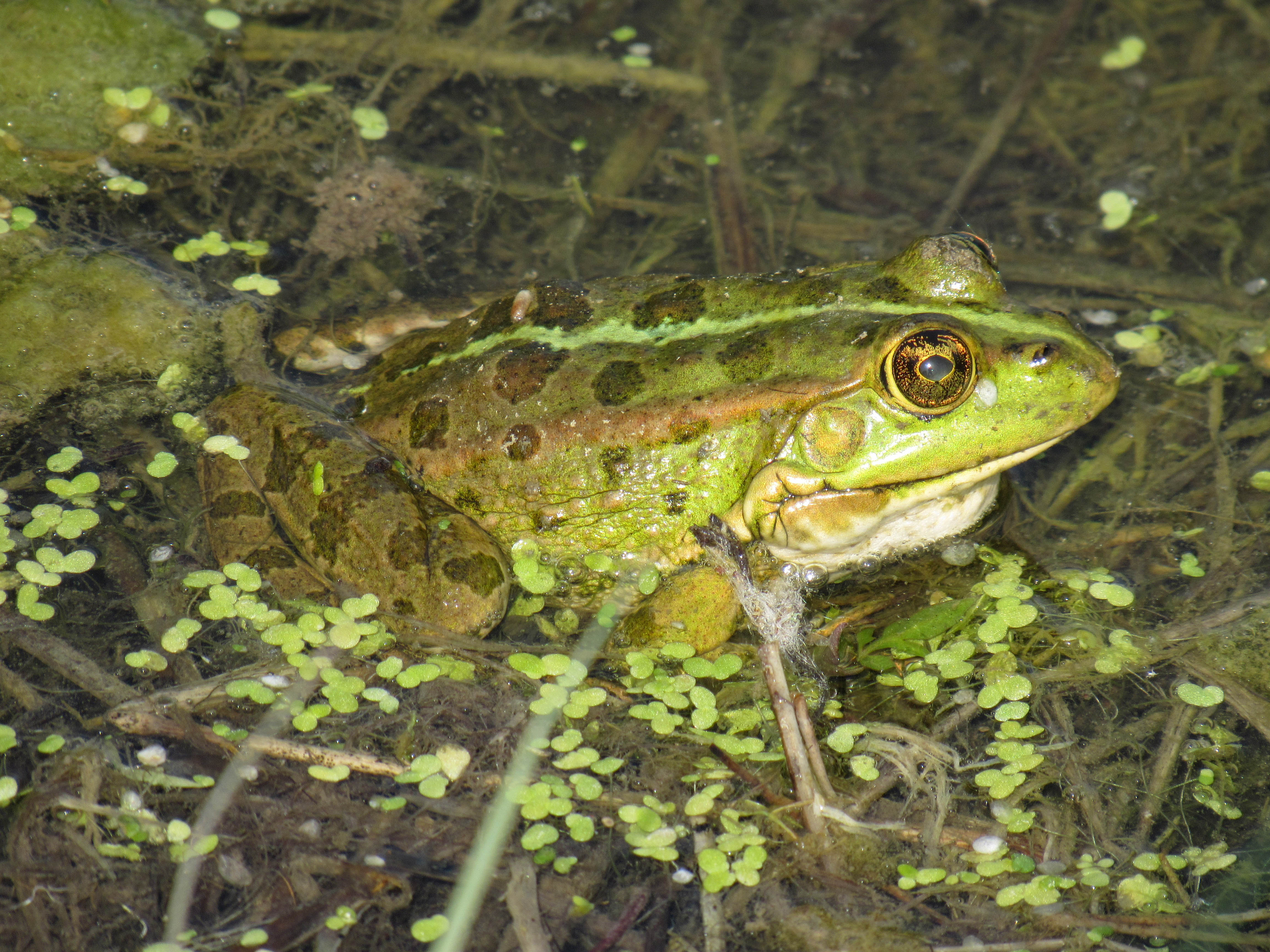
Озёрная лягушка в Пионерском озере
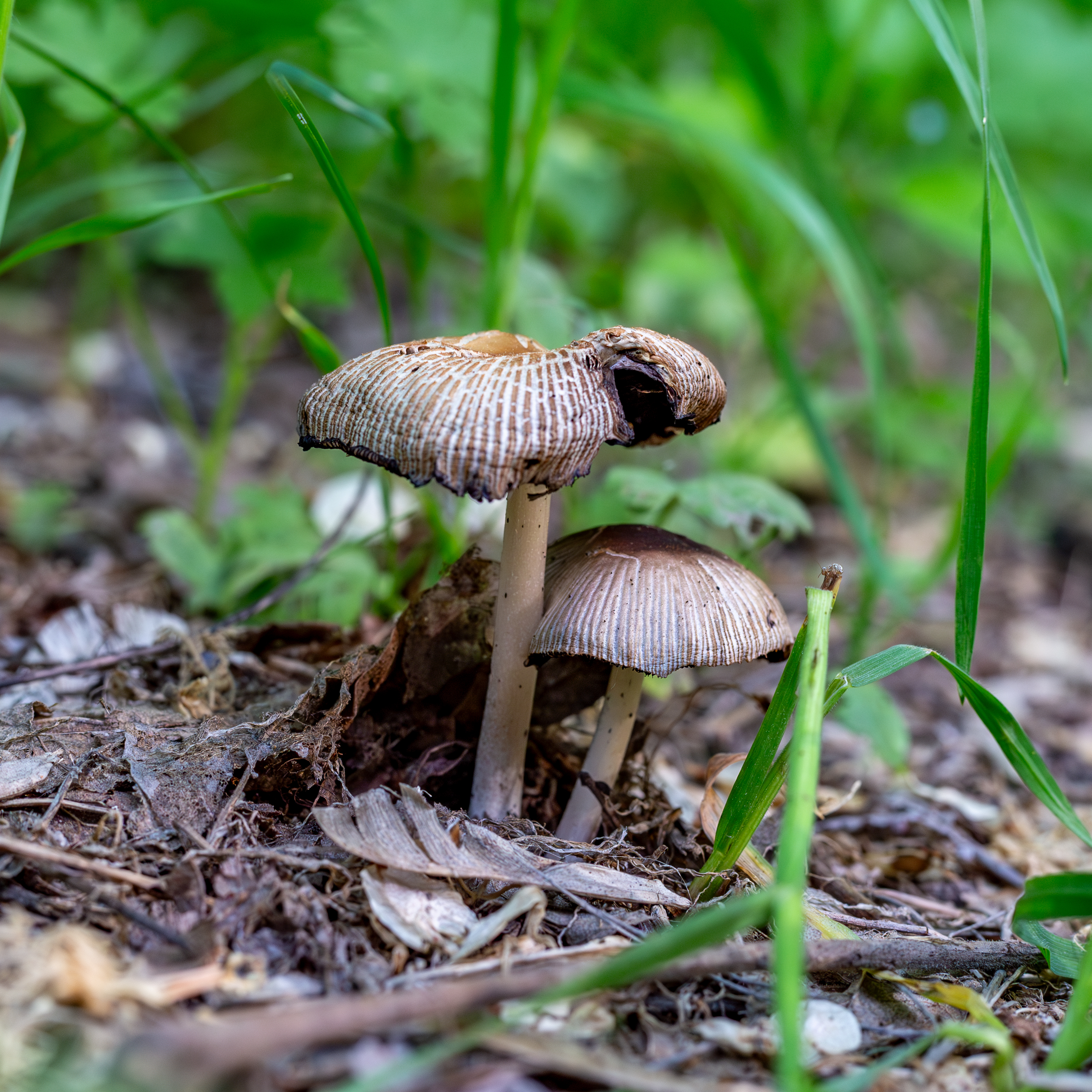
Навозник обыкновенный
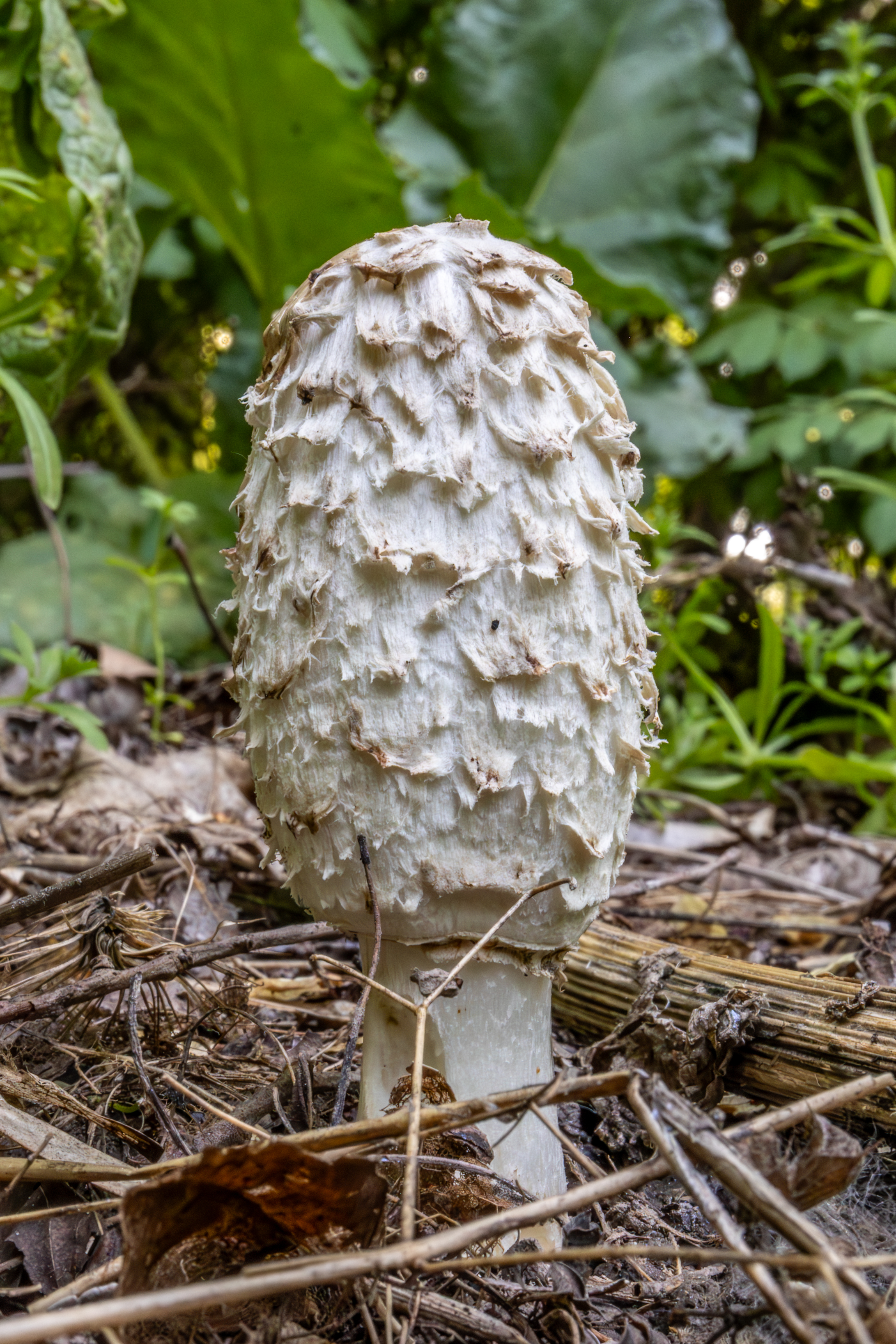
Навозник белый
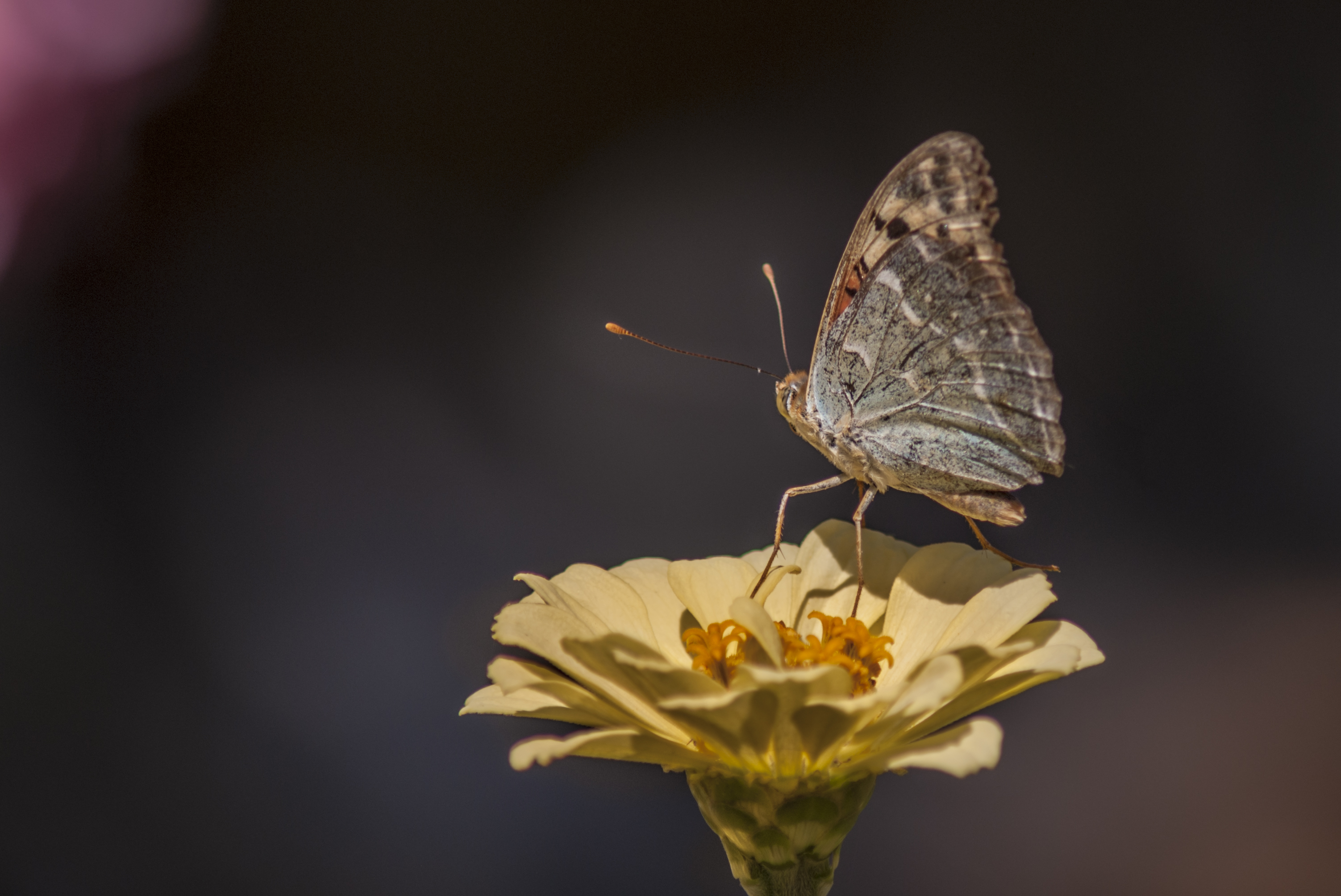
Перламутровка пандора
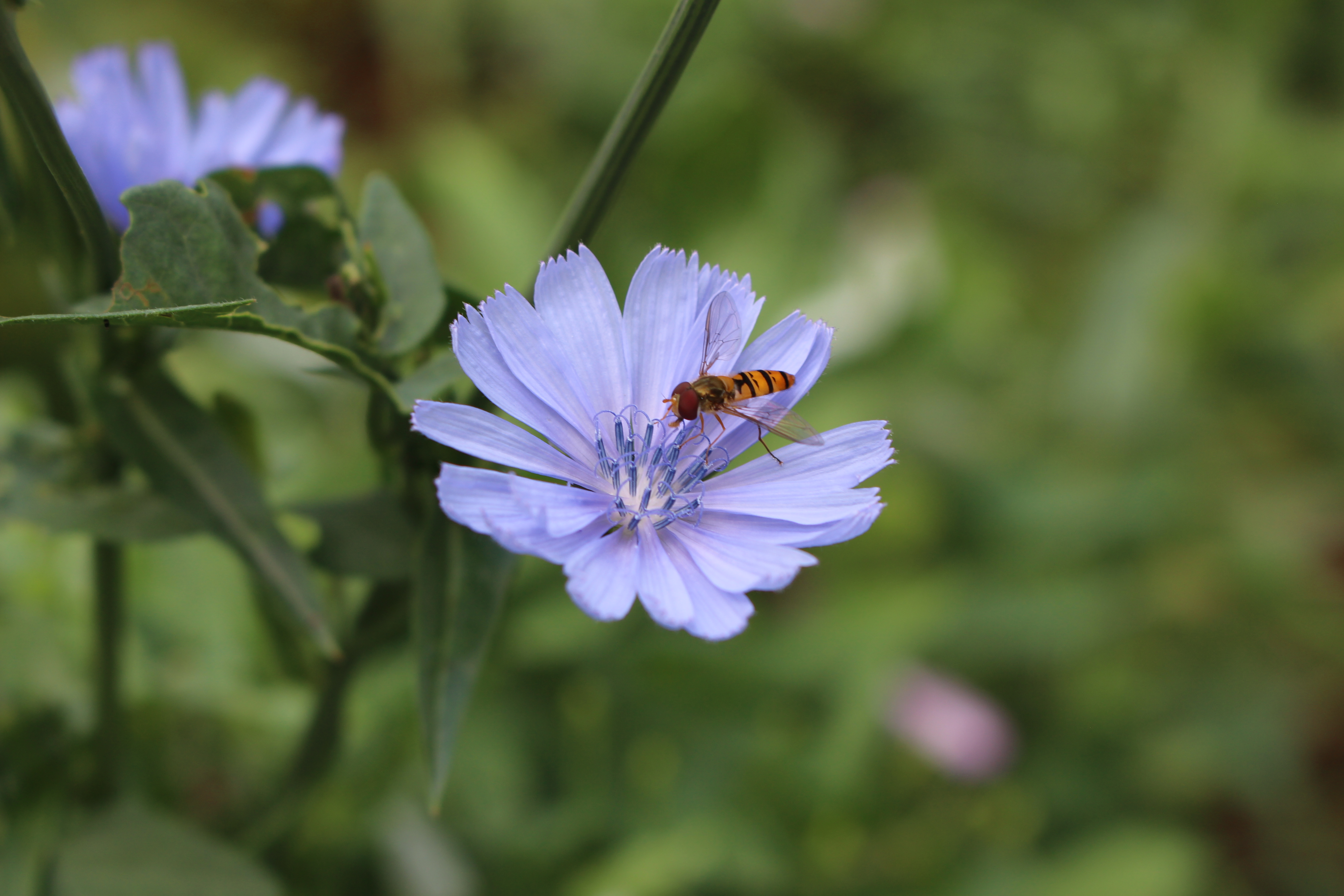
Журчалка на цветке цикория
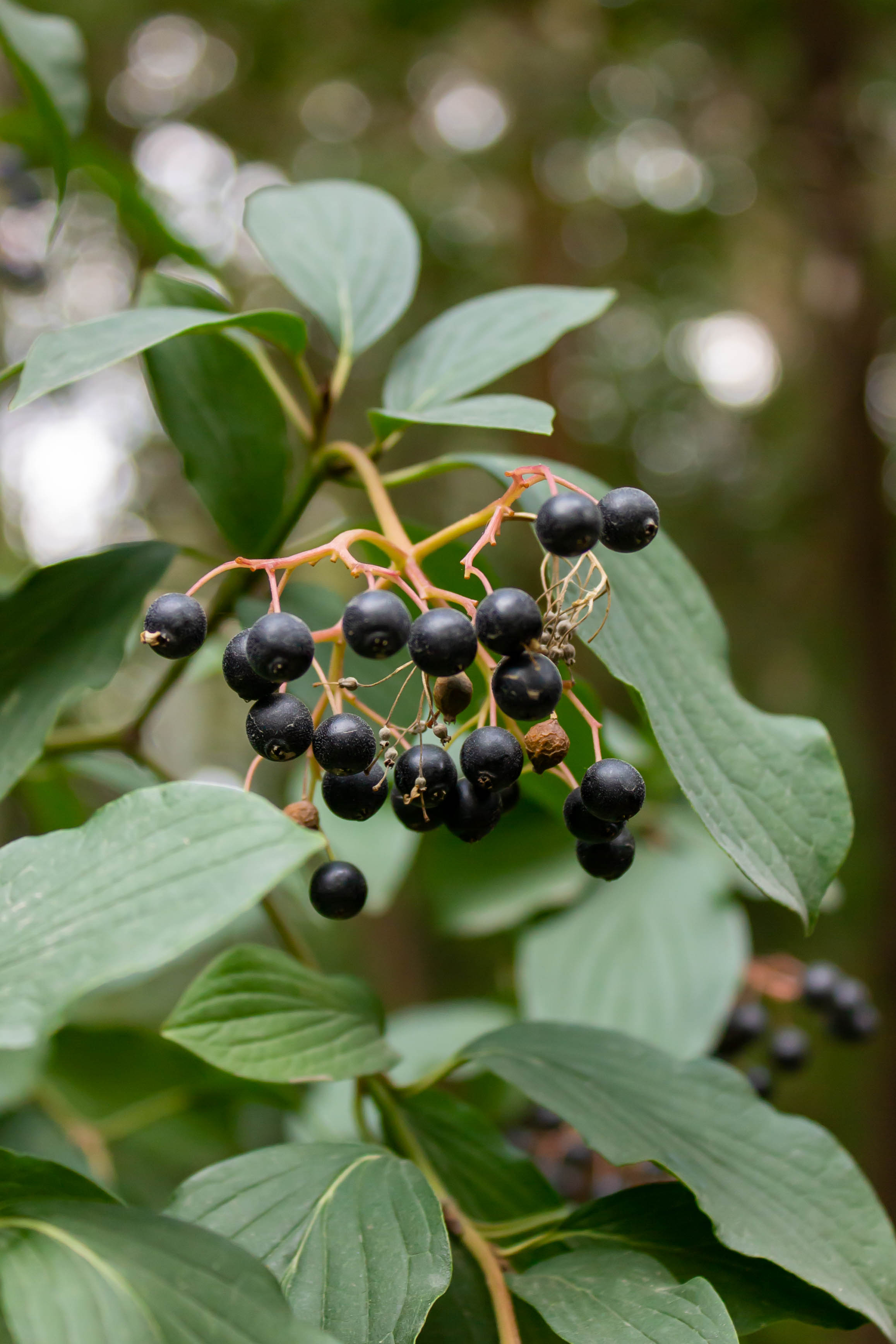
Свидина кроваво-красная

Роща является популярным местом отдыха горожан и важным элементом садово-паркового хозяйства Бишкека. Силами активистов и неравнодушных местных жителей в ней проводятся субботники. В южной части рощи действует верёвочный парк «Аркан Токой». Вокруг двух водоёмов — Комсомольского и Пионерского озёр — в 2024 году обустроены купальные зоны, однако, в 2024 году водой было наполнено только Комсомольское озеро, а на июнь 2025 года водой не было наполнено ни одно из озёр.